# Дочь Советской Киргизии
«Дочь Советской Киргизии» — картина советского художника Семёна Чуйкова. Является заключительным полотном цикла «Киргизская колхозная сюита» (1939—1948), по замыслу автора, отражающего изменения в жизни Советской Киргизии, произошедшие в 1930—1940-е годы. «Дочь Советской Киргизии», по мнению искусствоведов, играет центральную роль в этом цикле. Моделью для полотна стала киргизская девочка Айжамал Огобаева из села Орто-Сай. Её близкий родственник писал позже, что, когда Чуйков создавал свою картину, девочке было 13 или 14 лет. В советское время не было принято упоминать о модели для картины, девочка на полотне воспринималась обычно как аллегория «советского человека, идущего к светлой цели — к коммунизму» и «собирательный образ, поэтически воспевающий освобождённого Октябрьской революцией человека „малой“ народности нашей Родины».
Полотно находится в коллекции Государственной Третьяковской галереи. В настоящее время его можно увидеть в постоянной экспозиции одного из залов советской живописи Новой Третьяковки. Авторские копии с полотна принадлежат Музею изобразительного искусства имени Гапара Айтиева в Бишкеке и Румынской национальной художественной галерее в Бухаресте.
Картина неоднократно представляла советское изобразительное искусство на крупных выставках за пределами СССР и Российской Федерации. На Всемирной выставке в 1958 году в Брюсселе «Дочь Советской Киргизии» (вместе с другой картиной художника — «Дочь чабана») получила золотую медаль. По мнению кандидата искусствоведения Галины Леонтьевой, «по силе и значительности образа, по эмоциональной насыщенности, по поэтической взволнованности, по яркому живописному богатству „Дочь Советской Киргизии“… по праву входит в золотой фонд советской живописи».

## Изображение на картине
«Крепкая загорелая девочка» идёт по степным просторам родной Киргизии (современный искусствовед Джамал Уметалиева писала о медленном, уверенном ритме движения). Над головой у неё высокий купол синего неба, а на линии горизонта виднеются лиловые горы. На девочке светлое платье, синяя бархатная безрукавка и красная косынка. Безрукавка отбрасывает голубые блики на платье. Лицо девочки спокойно, исполнено величия и одновременно теплоты, оно отражает строгие классические представления о красоте. Чёрные косы обрамляют лицо девочки с высоким лбом. Они падают на спину из-под косынки.
Силуэт девочки «рельефно» выделяется на фоне пейзажа. Цвет подчёркивает единство героини с родной природой — синева воздуха сгущается в ярком синем цвете кофточки героини картины. Художник использовал широкий спектр оттенков синих, красных и охристых красок и их многообразные тонкие сочетания и соотношения. Солнце ровным светом озаряет фигуру девочки, её смуглые лицо и руки, а также бескрайние степные просторы, по которым она идёт.

## История создания и судьба картины
Картина «Дочь Советской Киргизии» была написана в 1948 году. Она является завершающим полотном в цикле «Киргизская колхозная сюита», который был начат в 1939 году (художник прервал работу над циклом в годы Великой Отечественной войны). Кандидат искусствоведения Галина Леонтьева, посвятившая картине отдельную большую статью, называла это полотно кульминацией всего цикла художника, «символом свободного Востока, пробудившегося к активной, самостоятельной жизни». По её мнению, картина передаёт «облик нового человека, его складывающийся характер, черты современного быта Киргизии… в наиболее концентрированной, лаконичной и выразительной форме».
По утверждению советского искусствоведа Елены Жидковой, в замыслах художника первоначально было пять основных тем-полотен цикла «Киргизская колхозная сюита»: «Песня», «Утро», «Полдень», «Вечер», «Юность» (именно такое название первоначально задумал художник для будущей картины «Дочь Советской Киргизии»). Окружением должны были стать пейзажи и зарисовки повседневных впечатлений художника. В цикле «Киргизская колхозная сюита» действительно сосуществуют этюды, жанровые картины (по мнению академика Дмитрия Сарабьянова, таковыми они могут считаться только условно, так как не изображают конкретного события и не содержат в себе действия), пейзажи. Каждое полотно одновременно может восприниматься как самостоятельное художественное произведение. Как отмечает современный историк изобразительного искусства, многие картины этого цикла носили вполне бытовые названия — «Утро», «Полдень», «Вечер», были зарисовками из повседневной жизни киргизских сёл, а «к практике колхозного производства имели не большее отношение, нежели вангоговские „Красные виноградники в Арле“ или васнецовские жнецы». Советский искусствовед Анатолий Богданов писал, что название цикла, тем не менее, выбрано художником сознательно — он действительно не изображал динамику трудовой деятельности, но зато поэтически интерпретировал её результаты. Картины цикла создают широкую панораму жизни советской республики, но по содержанию и живописным задачам они различны. Этим, по мнению Богданова, было вызвано большое значение пейзажа в картинах цикла — природа не подавляет человека, а составляет единство с жизненным укладом, обычаями и традициями людей.

«Дочь Советской Киргизии» в Новой Третьяковке, 2019 год

Оригинал картины «Дочь Советской Киргизии» в настоящее время находится в коллекции Государственной Третьяковской галереи в Москве. Техника исполнения картины — масляная живопись по холсту. Размер — 120 × 95,5 см (по данным советского искусствоведа Эвелины Полищук, 120 × 95 см). Слева внизу находится подпись художника и дата создания полотна — «С. Чуйков 1948». Картина была приобретена Третьяковской галереей у самого художника в 1949 году.
Чуйков создавал картину на натуре в пригороде столицы Советской Киргизии Фрунзе (современный Бишкек). Завершающий этап работы проходил в мастерской художника, где в настоящее время располагается мемориальный дом-музей С. А. Чуйкова (портрет углём Айжамал Огобаевой, послужившей моделью для картины, находится в экспозиции дома-музея). Художник поставил перед собой цель изобразить собирательный образ человека нового общества. Считается, что он не создал в этот раз большого числа набросков к полотну в виде эскизов и этюдов, хотя именно тщательная, кропотливая работа над этюдами, эскизами, композицией была особенностью творческого метода Чуйкова. Подготовительными работами к данной картине, по мнению искусствоведов, художник считал созданные в разные годы полотна, на которых изображены киргизские девочки-подростки: «Девочка с хлопком» (1936), «Девочка с подсолнухом» (1939), «Девочка с книгой» (1946). Галина Леонтьева объясняла это тем, что он многие годы работал над созданием «обобщённого, типического образа». Названные выше картины разных лет, с её точки зрения, являются вехами на пути создания образа девочки с полотна «Дочь Советской Киргизии». В каждой из этих картин присутствуют черты, которые будут сведены вместе в этом полотне. При этом Чуйков не ограничивался простым повторением уже найденного. В каждой новой картине он оттачивал характер своей героини, «делал его глубже и многограннее».
Искусствоведы отмечают, что это одна из характерных черт творчества Чуйкова — переносить отдельный образ из картины в картину, при этом оттачивать его, шлифовать и делать многограннее, придавать ему полноту и завершённость. Один из немногочисленных известных этюдов к картине находится в собрании Пермской государственной художественной галереи. Ещё один этюд упоминается в каталоге работ художника Дмитрием Сарабьяновым. Он выполнен маслом по картону, размер — 34 × 26 см. Этюд находится в коллекции Болгарской национальной художественной галереи в Софии. Другой этюд к картине «Дочь Советской Киргизии», выполненный в 1948 году, приведён на сайте Министерства культуры Российской Федерации (номер Госкаталоге — 4071982), он выполнен маслом по картону. Его размер — 33 × 25 см. Этюд входит в коллекцию Брянского областного художественного музейно-выставочного центра (инв. Ж 847) и хранится в её фондах. Летом 2007 года в рамках проекта в честь 250-летия Российской академии художеств музей представил этюд широкой зрительской аудитории на одной из выставок цикла «XX век глазами художника».
Сам Чуйков очень любил картину «Дочь Советской Киргизии». Татьяна Попова, заведующая отделом живописи Музея изобразительного искусства имени Гапара Айтиева, считает, что она являлась для художника символом обновлённой жизни киргизского народа. В этой картине Чуйков представил своё понимание нового героя, нового человека своей Родины, олицетворение Советской Киргизии.

### Авторские повторения картины
Для Национального музея искусств имени Гапара Айтиева художник сделал авторскую копию в 1950 году (её размеры также 120 × 95,5 см). В настоящее время эта картина экспонируется в зале Семёна Чуйкова в данном музее.
Ещё одно авторское повторение картины «Дочь Советской Киргизии» Семён Чуйков создал для Румынской национальной художественной галереи в Будапеште. Техника — масляная живопись по холсту, размер — 120 × 95 см. Академик Российской академии наук и член-корреспондент Российской академии художеств Дмитрий Сарабьянов дважды в монографии о творчестве художника упоминает это полотно, но не датирует время его исполнения художником. В каталоге Елены Жидковой создание этого авторского повторения отнесено к 1951 году.
В декабре 2006 года журнал «Коммерсантъ Weekend» сообщил ещё об одном авторском варианте картины, который был выставлен на аукцион под названием «Полвека советского искусства», состоявшийся в Москве. «Коммерсантъ Weekend» назвал полотно «знаменитой девочкой с книжками». Была опубликована информация, что при установленной до начала торгов цене в 16—20 тысяч долларов после длительного соперничества между покупателем, присутствовавшим в зале, и его противником, общавшимся с работниками аукциона по телефону, цена поднялась до 85 тысяч долларов. Однако, если зайти на официальный сайт аукциона SovCom, то на нём можно обнаружить в качестве лота № 45 совершенно другую картину под тем же названием «Дочь Советской Киргизии». Она датирована 1940-ми годами, имеет небольшие размеры (47,5 × 31,5 см), выполнена в технике масляной живописи по картону. Картина изображает молодую женщину, которая, улыбаясь зрителю, несёт на левом плече корзину, наполненную доверху фруктами. В каталоге Музея русского искусства в Миннеаполисе (США), изданном в 2006 году, упоминается вариант картины Чуйкова «Дочь Советской Киргизии» (холст, масло, 47 × 37 см (?)), выполненный автором. Он поступил сюда из частной коллекции (когда это произошло, в каталоге не указывается). Дата создания этого варианта картины указана в каталоге как 1950 год.

### Признание и награды
«Киргизской колхозной сюите» была посвящена персональная выставка Семёна Чуйкова в Москве в 1948 году. Цикл (в Постановлении Совета Министров СССР «O присуждении Сталинских премий за выдающиеся работы в области искусства и литературы за 1948 год» он именовался «Серия картин о колхозах Киргизии»), в состав которого входила картина, был удостоен Сталинской премии второй степени за 1948 год (художнику была перечислена крупная для того времени денежная сумма в 50 000 рублей). Художественные критики и зрители сразу выделили картину «Дочь Советской Киргизии» из цикла полотен художника. Они отмечали красоту образа, подлинное вдохновение и художественное мастерство её исполнения.
Картина неоднократно представляла советскую живопись на зарубежных выставках. Полотно, в частности, было представлено в Германской Демократической Республике (в городах Берлин и Дрезден) на выставке шести академиков Академии художеств СССР — Александра Дейнеки, Николая Томского, Алексея Пахомова, Георгия Верейского, Гелия Коржева и Семёна Чуйкова. В январе 1965 года немецкая газета «Зэхсише цайтунг» писала: «Чуйков исключительно живописец… он живо передаёт красоту своей родины, чувства и мысли изображаемых людей… Его люди полны покоя, их обаяние непосредственности так верно схвачено и воспроизведено, что, например, картина „Дочь Советской Киргизии“ стала олицетворением советской молодёжи и её жизнеутверждения».
На Всемирной выставке в 1958 году в Брюсселе две представленные картины художника «Дочь Советской Киргизии» и «Дочь чабана» удостоились золотой медали. Искусствоведы отмечали, что полотна дополняют друг друга — в картине «Дочь Советской Киргизии» синтезируются общественно-значимые черты модели, а в «Дочери чабана» Чуйков «сочетает с глубоким обобщением непосредственно эмоциональное впечатление от натуры».

## Модель художника
В многочисленных натурных зарисовках, сделанных Чуйковым некоторое время назад, его внимание привлекло изображение трёх киргизских девочек. Лицо одной из них, «полное внутренней сосредоточенности, живого ума и по-своему красивое, особенно привлекло внимание художника». Он заинтересовался не столько обликом девочки, сколько теми возможностями, которые предоставлял её «своеобразный внешний и духовный облик» для создания давно задуманного полотна, посвящённого киргизской молодёжи и завершающего цикл.
Моделью для художника стала киргизская девочка из села Орто-Сай, которую звали Айжамал Огобаева (киргизский искусствовед Джамал Уметалиева считала, что художник не стремился к портретному сходству и значительно отступил от подлинного облика девочки, сделав образ глубоко национальным). Близкий родственник Айжамал, Талант Огобаев, который сам впоследствии стал художником, писал позже, что когда Чуйков создавал свою картину, девочке было 13 или 14 лет. Художник подружился с Айжамал и предлагал взять её с собой в Москву для получения хорошего образования. Мать девочки выступила против этого и не позволила ей уехать. Талант Огобаев считал, что это было неправильное решение, так как девочка упустила редкую возможность круто изменить свою судьбу.
Айжамал вышла замуж за своего односельчанина Камчыбека Огобаева. Во время Второй мировой войны Камчыбек Огобаев принимал участие в военных действиях против Японии в качестве кавалериста. После окончания войны и демобилизации он работал егерем в Иссык-Атинском заповеднике. Позже Камчыбек Огобаев работал сторожем при колхозном табуне. Айжамал Огобаева посвятила себя семье, занималась домашним хозяйством и воспитывала детей. У неё было четверо детей, одна из дочерей достаточно рано скончалась, но остальные трое её детей прожили долгую жизнь. Сама Айжамал умерла в возрасте около семидесяти лет. Дружеские отношения с ней Чуйков сохранил до конца жизни. Он часто даже называл её «своей дочкой».
Елена Жидкова писала в монографии, посвящённой художнику, что он выделил особенности, характерные для его модели, но она «не стала для него единственной натурой». Образ девочки, по мнению искусствоведа, включил в себя «личное представление художника об идеале» и черты многих других моделей. Поэтому образ является синтетическим. Советский искусствовед, старший научный сотрудник Третьяковской галереи Эвелина Полищук утверждала, что в задачу художника при создании картины не входили ни психологический анализ, ни передача портретного сходства. По её мнению, героиня на полотне Чуйкова представляет собой образ-метафору и функционально является близким скульптуре Веры Мухиной «Рабочий и колхозница» обобщённым национальным образом, олицетворяя устремление к свету знаний и новой жизни. Близкую точку зрения высказывал Анатолий Богданов. По его мнению, в первых картинах «Киргизской колхозной сюиты» преобладают изображения конкретных людей с их индивидуальным внешним обликом, поэтому их можно считать портретами, хотя уже в них художник подчёркивает наиболее типичные черты, являющиеся приметами времени. В картинах же конца 1940-х годов он подчёркивает активную целеустремлённость, волевую собранность, что придаёт полотнам гражданскую направленность. В картине «Дочь Советской Киргизии», по мнению Богданова, Чуйков «достиг единства индивидуального и типического, создал великолепный портрет киргизской школьницы во всём своеобразии её человеческой личности и взволнованный поэтический рассказ о молодости, счастье, о поколении юных». Для члена-корреспондента Академии художеств СССР, многолетнего директора Третьяковской галереи Поликарпа Лебедева вообще девочка на картине — «собирательный образ советского человека, идущего к светлой цели — к коммунизму» и «собирательный образ, поэтически воспевающий освобождённого Октябрьской революцией человека „малой“ народности нашей Родины».

## Художественные особенности и замысел художника
Картина «Дочь Советской Киргизии» в советское время рекомендовалась как наглядное пособие в курсе истории в средней школе для того, чтобы «раскрыть огромные изменения в жизни ранее угнетённых народов царской России».

### Советские искусствоведы и культурологи 1950—1960-х годов о картине
Доктор искусствоведения Андрей Чегодаев в книге о творчестве художника, вышедшей в 1952 году, цитируя самого Чуйкова, назвал картину «Дочь Советской Киргизии» «олицетворением духовного и культурного роста киргизского народа», «одним из самых ярких выражений социалистического реализма в советской живописи». В самой картине он подчёркивал её ясность и простоту образа девочки, для которого, однако, характерны, с его точки зрения, монументальность и эпичность. Он отмечал, что в этой картине художник отказался от излюбленных «глухих и сдержанных оттенков» в пользу «глубоких и звонких красок». Картина, по его мнению, стала центральной для зрителей в цикле «Киргизская колхозная сюита».
Елена Жидкова увидела в картине «романтику неодолимого движения вперёд», аналогичную образу «широкого шага» персонажей скульптурной группы Веры Мухиной «Рабочий и колхозница» (на картине Чуйкова девочка изображена только по колено). Энергия и лаконизм делают картину незабываемой для зрителя. Жидкова писала, что художник много раз прорабатывал движение героини картины на стадии альбомных набросков (либо цветным карандашом, либо маслом он изображал голову, фигуру, жест руки, придерживающей книги). Основой изображения художник сделал пластику образа, изменение формы под воздействием освещения. Колорит, по мнению Жидковой, обогащает пластику. Цветовое решение полотна не являлось у художника самоцелью, задачей его было выражение «красоты идеала». Тем не менее он прорабатывал каждый сантиметр живописного слоя. Особо Жидкова подчёркивала смуглые лицо и руки девочки и сочетание голубого и светло-розового цветов в её одежде, точно подмеченное художником в национальном киргизском костюме. При этом Чуйков был скуп в отборе его деталей, что давало ясную и монументальную простоту изображению. По мнению искусствоведа, «Дочь Советской Киргизии» благодаря такому подходу стала «олицетворением достоинства народа и символом будущего».
Глубина пространства, с точки зрения Елены Жидковой, передана художником с помощью «воздушной перспективы» — изменения цвета световоздушной среды, которая наполняет типичный ландшафт Киргизии: широкую долину, плавные очертания горных хребтов, высокое небо. Цветовое и пластическое разнообразие подчинены задаче выявления идейно-эмоционального содержания.

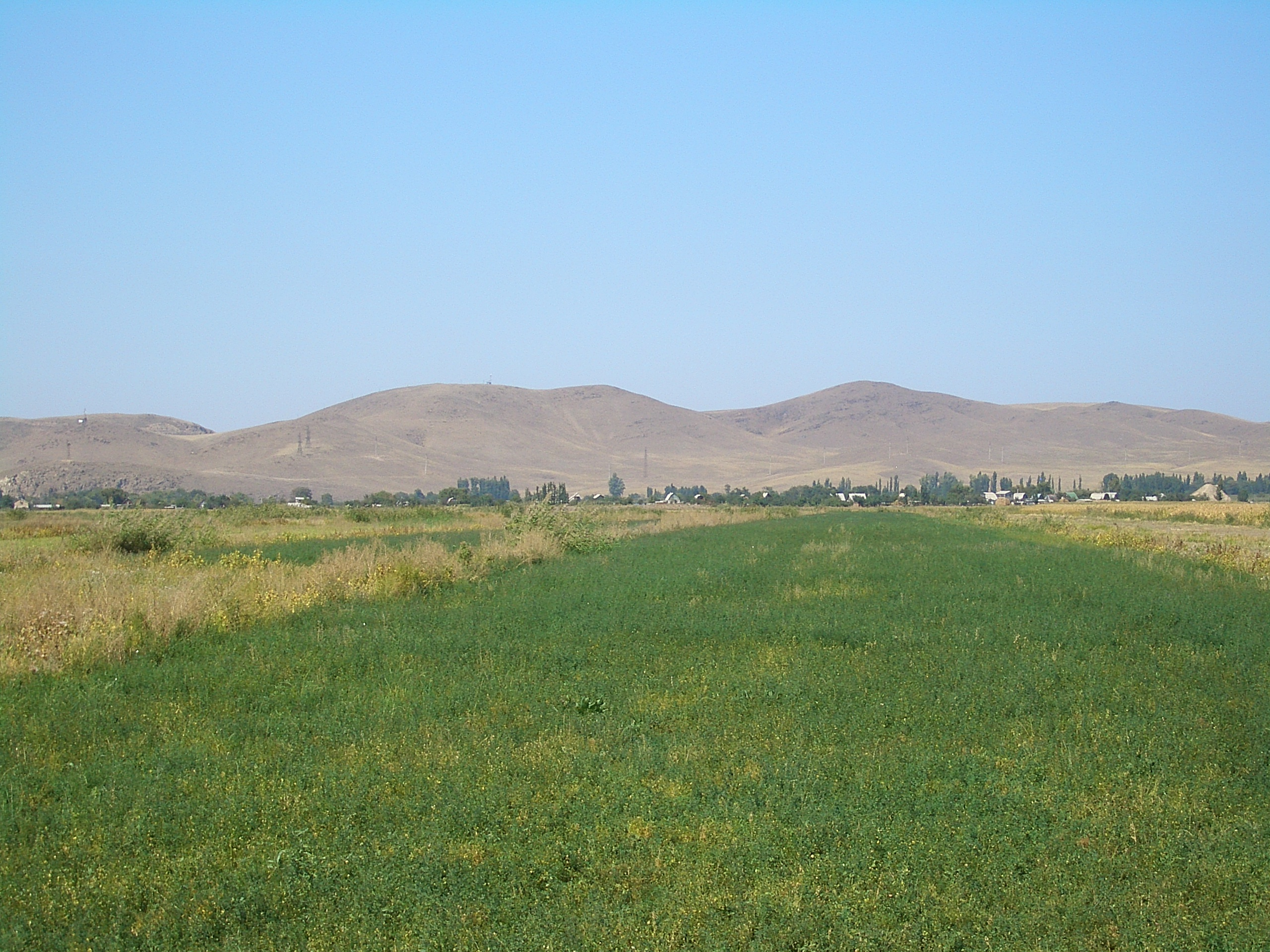
Пейзаж Чуйской долины (взгляд на север). Фотография, 2007

Галина Леонтьева писала, что для Семёна Чуйкова в картине «Дочь Советской Киргизии» природа неразрывно связана с человеком: «земля кормит человека, человек же отдаёт земле свой труд, привязанность, свою любовь». Она считала, что художник изобразил эту связь «с блеском и совершенством зрелого мастерства». Леонтьева отмечала композицию картины, её необычную поэтичность и живописное богатство полотна. Искусствовед считала, что значительно легче было бы отразить проблему, волновавшую художника, в сюжетном полотне, где некое событие позволило бы изобразить столкновение характеров героев. Семён Чуйков же избрал однофигурную композицию. Единственный персонаж создаёт образ «обновлённой, молодой, свободной страны». Сам художник писал об этом так: «Величественные просторы долин, залитые морем света и воздуха, необозримые пастбища и грандиозные силуэты горных хребтов, на мой взгляд, гармонируют с образом свободного человека, хозяина этой природы». Леонтьева писала, что в пейзаже на картине живёт «эпическое начало»: широкие дали, окутанные дымкой горы, высокий купол неба… Природа на полотне «торжественно спокойна». Художник не изобразил и внешних проявлений жизни природы: «стремительно несущихся облаков, бурного ветра, сверкающих молний или грозовых ливней». Поэзия для художника заложена в «обыденном бытии»
В однофигурной композиции, по утверждению Леонтьевой, большее значение приобретают нюансы движения, «постановка» фигуры в полотне. Чуйкову удалось найти правильное положение фигуры на плоскости холста, отражающее внутреннюю логику композиции и её связь с концепцией полотна. Художник увеличил расстояние от края холста спереди больше, чем позади неё. Это соотношение дало картине ощущение движения вперёд. Правильно, по мнению Леонтьевой, было найдено
направление движения героини. Если бы художник изобразил девочку идущей на зрителя (в фас), то это придало бы полотну плакатность и лишило картину ощущения бескрайних просторов Киргизии, которое играет важную роль «в эмоциональном строе» полотна. Художник построил композицию картины «на монументальных соотношениях крупных форм».
Занизив линию горизонта, художник показал фигуру девочки почти целиком на фоне голубого неба. Из-за того, что зритель должен смотреть на девочку как будто снизу, её хрупкая фигурка приобретает монументальность. Ощущение монументальности усиливает строгость силуэта девочки на фоне неба. При этом для изображения героини Семён Чуйков не пользуется внешними приметами романтики, например, эффектными жестами или красотой черт лица. Он, напротив, подчеркнул сдержанность и внутреннюю сосредоточенность девочки, её твёрдость, спокойное достоинство и целеустремлённость. «Круглое, скуластенькое, с глубоко посаженными глазами лицо героини — самое обыкновенное, каких тысячи встретишь в аулах и кочевьях киргизского края». Зачёсанные волосы открывают зрителю «высокий чистый лоб».
Леонтьева отмечала использование Чуйковым контрастного соотношения трёх основных цветов: синего, красного и белого. Оно, по мнению искусствоведа, порождает чувство бодрости и радости. Добиться гармонии между этими тремя цветами, по мнению Леонтьевой, позволил «общий тёплый тон» полотна: «сцена как бы подёрнута дрожащим от зноя воздухом, и эта лёгкая дымка смягчает очертания, приглушает звонкость красок». Лиловатые, серебристые и перламутровые тона создают «богатейшую гамму». Живописны светотеневые переходы, использованные художником. По другому толковала сочетание белого, красного и синего цветов на картине Юлия Большакова. Она писала, что это сочетание в соединении с богатой гаммой оттенков синего неба и залитым солнцем пейзажем придаёт полотну романтическую взволнованность. Фигура девочки при этом «словно реет над горизонтом», но лаконизм позы, «отсутствие случайного в чертах лица» и строгая сосредоточенность героини придают картине, по мнению искусствоведа, монументальность.

### Советские искусствоведы и культурологи 1970—1980-х годов о картине
Кандидат искусствоведения Анатолий Богданов отмечал в очерке творчества художника, что идейная ёмкость содержания соответствует художественному строю картины, в первую очередь её композиции — в ней «сопоставлена масштабно выделенная человеческая фигура с пейзажным фоном, образующим задний план». Соответствует замыслу и вертикальный формат картины. Он позволяет показать фигуру девочки почти в полный рост. Низкая точка, с которой направлен на неё взгляд художника, позволяет подчеркнуть монументальность и целеустремлённость героини. Композиции соответствует и цветовое решение: яркие красный и синий цвета одежды героини противопоставлены мягким пастельным тонам пейзажа (золотистые колосья поля, синевато-лиловатые горы, бледно-голубое небо). Уверенному и гордому виду девочки соответствуют цвета, демонстрирующие бодрость и подъём жизненных сил. Фигура девочки написана «плотным материальным мазком, а пейзаж — свободным и лёгким, характерным для этюдов».
Богданов отмечал различие в двух известных полотнах художника «Дочь Советской Киргизии» и «Дочь чабана». При общих принципах композиции разная колористическая гамма даёт разную концепцию: в первой картине яркий и энергичный цвет передаёт ощущение волевой собранности героини, а во второй — сближенные и словно перетекающие друг в друга тона создают настроение безмятежности.
Джамал Уметалиева в монографии о развитии киргизской живописи повторяла выводы Леонтьевой о колористике полотна. Дополняя их, она писала, что ярко-красный цвет, использованный художником, оживляет колорит всей картины и «заставляет все тона звучать с наибольшей силой». Светотень в картине Чуйков строит на изменении силы света и сохранении цветов одного и того же качества. По мнению Уметалиевой, Чуйков использовал тень как особый художественный приём, дающий полотну «особую красоту и цветовую выразительность». Особо исследователь выделяла тени по краю юбки девочки, которые художник наложил сине-фиолетовой краской, и неуловимый цвет для передачи переходов света — одежда героини переливается серебристыми, перламутровыми и сине-фиолетовыми красками. Колорит на картине, с её точки зрения, выражает «поэзию жизни и общее настроение» праздника и радости. Уметалиева считала, что художник наделил небольшое по размеру полотно чертами эпоса.
Академик Дмитрий Сарабьянов отмечал мастерство художника в создании с помощью тонких переходов цвета объёма и формы тела девочки, фактуры её одежды, глубины пространства открывающегося на дальнем плане пейзажа. Сосредоточенность лица девочки на полотне, по словам искусствоведа, «может сравниться лишь с сосредоточенностью самого художника, благоговейно дотрагивающегося до холста, прорабатывающего каждый самый маленький участок его поверхности». Сарабьянов писал, что художник не впал в иллюзорность и ни в чём не отклонился от жизненной правды. Сама картина для искусствоведа — «эмблема новой жизни киргизского народа».

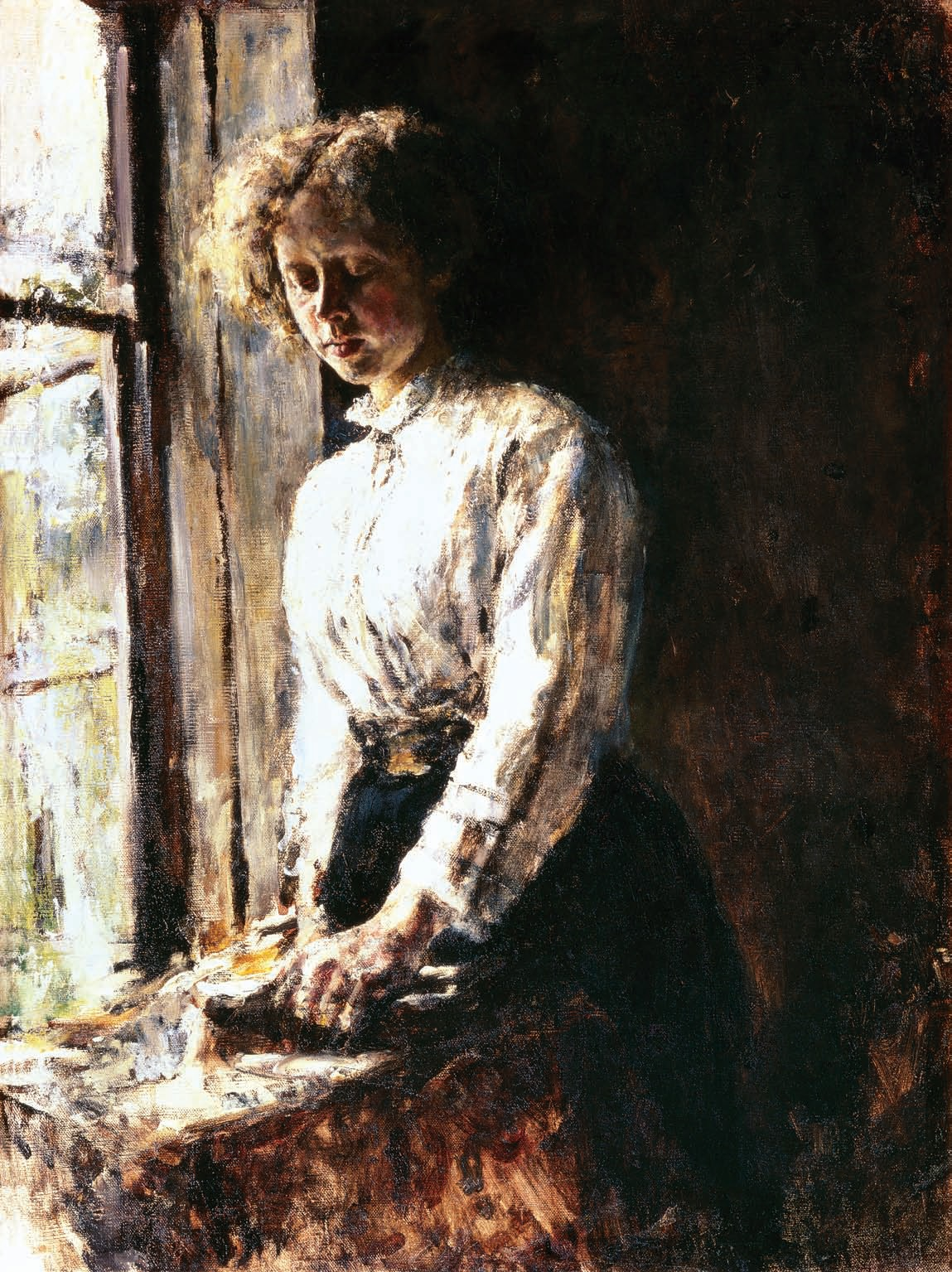
Валентин Серов. «У окна», 1886

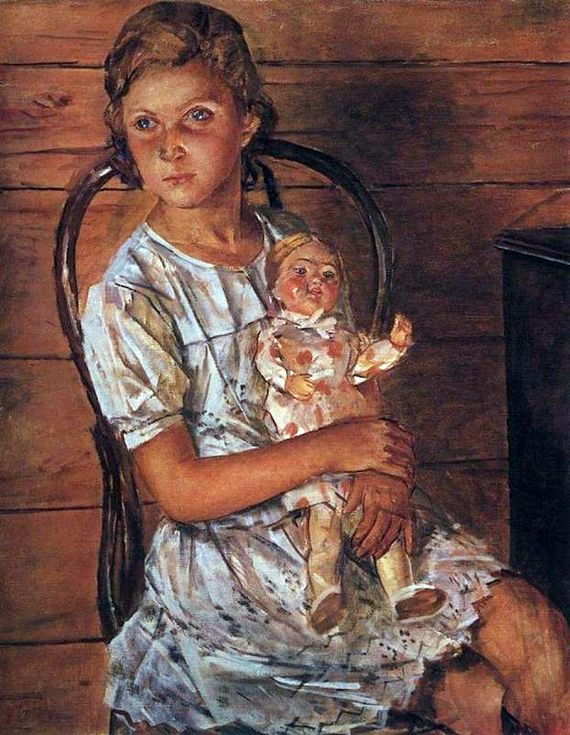
Кузьма Петров-Водкин. «Портрет Татули» («Девочка с куклой»), 1937

Доктор искусствоведения Леонид Зингер в монографии о развитии советского портретного искусства отмечал, что композиционно и в цветовой гамме картина Чуйкова восходит к работам Василия Сурикова, Валентина Серова и Михаила Врубеля. С другой стороны, он находил сходство полотна с ранними советскими портретами-типами. С ними картину «Дочь Советской Киргизии» объединяют обобщённость образа, монументальность, героико-романтическая трактовка, символика (косынка красного революционного цвета, книги — символ стремления к знаниям в руке). С точки зрения Зингера, сам художник внёс в это полотно характерную для него именно в это время душевность, которая отсутствовала не только в портретах-типах, но и в ранних работах Чуйкова, включая работы военного времени. В личном письме Зингеру художник писал о картине: «Я стремлюсь к созданию образа обобщённого, ассоциативного; мне хочется, чтобы образ говорил не только о конкретном событии или о данном человеке, но и о народе, о его судьбе и о нашем времени».
Советские искусствоведы делали акцент именно на самостоятельности и энергии девочки, разительно отличающихся от положения женщины в дореволюционной Киргизии: «Всё в её облике — в спокойной позе, в неторопливом шаге, в ясном, залитом смуглым румянцем лице — говорит о том, что она чувствует себя хозяйкой этого приволья. Уверенно смотрит вперёд дочь Советской Киргизии, чей народ до революции был забитым, отсталым и угнетённым». Картина раскрывает новый советский облик киргизской девушки и самой Советской Киргизии. Искусствоведы отмечали, что такое ощущение создаётся композицией картины (низкая линия горизонта) и сочетанием красок (яркий оранжевый платок, голубая бархатная курточка, смуглый цвет лица, обожжённого южным солнцем). Кандидат искусствоведения Олег Сопоцинский отмечал, что на своих полотнах Чуйков «не показывает активного действия, острых драматических коллизий, но стремится выразить высокий этический строй простых советских людей, их благородство, ясность их взгляда на мир». Образ героини, с точки зрения искусствоведа, отличается цельностью и значительностью, она — «хозяйка великой страны, её жизненный путь ясен и прям». Специализировавшаяся на реалистическом искусстве советский искусствовед Лилия Большакова подчёркивала раскрытую художником тесную связь человека с землёй, вскормившей его, яркий декоративный цвет, объединяющий пейзаж и костюм девочки в единое колористическое целое, законченность и ёмкость содержания картины, поэтическое чувство, заложенное в полотне.

### Современные российские и зарубежные искусствоведы и культурологи о полотне
Современные искусствоведы отмечают, что «Дочь Советской Киргизии» в советское время активно репродуцировалась в печатных изданиях, подкрепляя идеологически выдержанные фразы об «интернациональном подвиге русского художника, посвятившего свой талант жизни киргизского народа», однако сама картина не допускает домыслов об официальной ангажированности или политической конъюнктуре. В журнале «Курак» искусствовед Сарман Акылбеков отмечал глубокое проникновение художника в киргизский национальный характер и его талант сценографа: «Красный платок „Дочери Советской Киргизии“ и голубое небо над ней не только созвучны кыргызской традиции сочетания цветов в декоративном искусстве: художник словно режиссёр-постановщик, пользуясь естественным солнечным светом, создал изумительную мизансцену, в которой пластичная фигурка идущей с книгами одухотворённой девочки является средоточием мысли художника о прекрасном будущем нации». Авторы книги «Семён Афанасьевич Чуйков и его эпоха. 1902—1980», вышедшей в 2007 году, подчёркивают реализм картины: «нет никакой тенденции и натяжек. Девочка-киргизка встала рано утром, умылась, взяла книгу и идёт учиться, и именно это сочетание чистоты, простоты и величия стало символом новой жизни, в новой стране. Это было правдой в жизни — стало правдой и в искусстве».

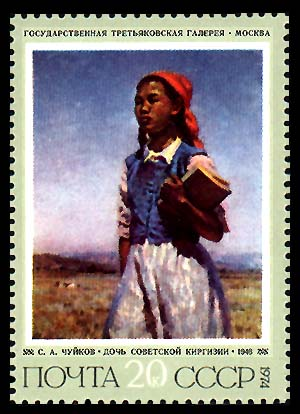
Почтовая марка СССР 1974 года из серии «Советская живопись»

Авторы коллективной монографии «Искусство вне границ: художественный обмен в коммунистической Европе», вышедшей в 2016 году в Лейпциге, отмечают, что композиция картины построена так, что фигура героини как будто выталкивается в небо, она становится монументом иллюзорной свободы и напоминанием об уничтоженном прошлом. При этом фигура девочки на полотне им представляется несколько неопределённой и неустойчивой, поскольку она подчёркнуто одинока на фоне степи, слишком аккуратна и слишком горда своим статусом. С точки зрения авторов монографии, картина демонстрирует не столько стремительное движение Советской Киргизии по пути прогресса, сколько проникновение в сознание молодого поколения киргизов новой социалистической идеологии.
Современный киргизский искусствовед пишет о картине:

Когда я впервые увидела картину «Дочь Советской Киргизии», то подчеркнула про себя удивительное сходство между мной и изображённой девочкой: те же румяные круглые щеки, высокий лоб, смуглая кожа, тёмные волосы, также заплетённые в густые косы. Разве что косынку я не носила. Впоследствии, как оказалось, многие кыргызские девочки считали так же, что «Дочь Советской Киргизии» срисовали с них. Мне стало даже немного обидно. Но в этом, наверное, и кроется разгадка той магнетической притягательности, которую ощущаешь на себе, рассматривая картины Чуйкова. Все они родные — в них звучит мотив колыбельной, которую поют нам мамы, детских песен, стихов о бескрайней красоте наших земель и людей.
— Дениз Актанова. Дочь Советской Киргизии
Актанова отмечает, что Чуйков изображал простых людей, их искренность и непосредственность. Он избегал места, привлекающие туристов. Много раз приезжая на Иссык-Куль, он никогда не рисовал озеро. Монументальность картины создаётся за счёт того, что девочка идёт почти рядом со зрителем, который видит её отчётливо и очень близко. Она идёт смелыми и быстрыми шагами на фоне неба, создаётся впечатление, что она стремительно проходит мимо зрителя. Её целеустремлённость передаётся не жестами, а взглядом. Девочка, с точки зрения искусствоведов, не отличается исключительной красотой в восточном или европейском понимании, но покоряет зрителей сдержанностью, внутренней уверенностью, сильным характером. Немного опущенная вниз линия горизонта даёт возможность художнику показать фигуру девочки с книжками в руке почти целиком на фоне неба и цепочки гор. Зритель смотрит на картину несколько снизу.
Проводилась параллель между девочкой с картины Чуйкова и женскими персонажами писателя Чингиза Айтматова, младшего современника Семёна Чуйкова.

## Картина «Дочь Советской Киргизии» в культуре
В современных официальных средствах массовой информации Киргизии встречаются утверждения, что картина «Дочь Советской Киргизии» является самым знаменитым произведением в кыргызском изобразительном искусстве. В апреле 1950 года репродукция картины была помещена на последней странице журнала «Огонёк», вышедшего тиражом 381 000 экземпляров. Она стала основой для почтовой марки, выпущенной в 1974 году в серии «Советская живопись» (ЦФА № 4341, многоцветная офсетная печать с лакированием, мелованная бумага, гребенчатая перфорация, зубцовка: 12 на 12 ½, оформление художника И. Мартынова, номинал — 20 копеек, тираж — 4 300 000). Марки поступали в продажу листами по 18 марок и 2 купона (4 × 5) и (5 × 4). Купоны были расположены на первом и последнем местах в блоке. Репродукция картины также была опубликована в учебнике русского языка для 5—6 классов.
В Русском музее в 2015 году состоялась выставка полотен современного немецкого неоэкспрессиониста Георга Базелица из венской галереи Альбертина. Он продемонстрировал «Русские картины», цикл, начатый в конце 1990-х годов. Полотна этого цикла являются экспрессионистским откликом художника на самые известные картины советского социалистического реализма. Наряду с переосмыслением картин «Ленин в Смольном» Исаака Бродского, «На старом уральском заводе» Бориса Иогансона, «Опять двойка» Фёдора Решетникова, художник создал и картину по мотивам полотна «Дочь советской Киргизии».
Киргизские и мировые средства массовой информации в 2014 году сообщали, что в Бишкеке состоялась презентация арт-композиции, выполненной на стене здания гимназии № 12. Торец здания теперь украшает осовремененная версия картины Семёна Чуйкова «Дочь Советской Киргизии». Полотно изображает девочку с iPad-ом и белыми наушниками, ассоциирующимися с Apple. Работы был профинансированы посольством США и произведены группой местных художников в сотрудничестве с американским. Над изображением работали Сергей Келлер, Дмитрий Петровский и Евгений Макшаков. Местный издатель и журналист Бектур Искендер заявил:

Конечно, планшет и наушники невероятно тривиальны. Но пусть будет так. Хорошо, что мы можем безнаказанно изменять святыню. Я за свободное творчество. Не должно быть ничего, что заставляет нас бояться дышать. Я хочу, чтобы в моей стране мы не боялись шутить… Мы будем сильны только тогда, когда сможем относиться с юмором к любым фактам нашего прошлого, вместо того, чтобы тратить силы на борьбу с ветряными мельницами.
— Кристофер Риклетон. Дочь Советской Киргизии получит свой iPad